# Škoda Z

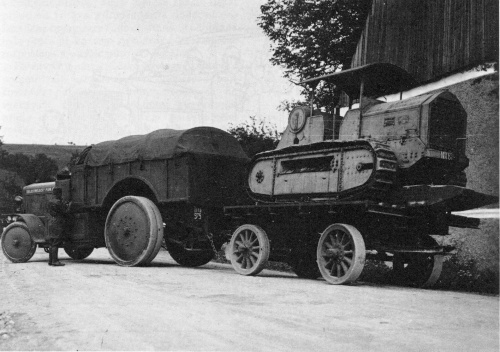
Dělostřelecký tahač Škoda Z

Dělostřelecký tahač Škoda Z byl československý 4x2 dělostřelecký tahač konstrukce Praga, který byl vyráběn Škodovkou. Výroba probíhala v letech 1921–1923. Původní kola měla ocelové ráfky, později plné pryžové obruče. Pro Československou armádu bylo vyrobeno 106 kusů.

## Technické údaje
- Hmotnost: 11,9 t
- Délka: 7 m
- Šířka: 2,25 m
- Výška: 2,75 m
- Osádka: 2–3 muži
- Pohon: vodou chlazený šestiválec
- Obsah motoru: 11 200 cm³
- Výkon: 80 k
- Maximální rychlost: 13 km/h
- Spotřeba paliva: 250 l/100 km
- Obsah palivové nádrže: 400 l